# Порт-Джексон
Затока Порт-Дже́ксон (англ. Port Jackson), до складу якої входить Сідне́йська га́вань, а також Середня та Північна гавань і річки Параматта та Лейн Коув, є природною гаванню Сіднея, Новий Південний Уельс, Австралія. Порт-Джексон відомий своєю красою та, зокрема, як місце розташування Сіднейського оперного театру та Гаванського мосту Сіднея (Гарбор-Брідж). Гавань стала місцем першого поселення європейців в Австралії та досі продовжує відігравати ключову роль в історії та розвитку Сіднея.

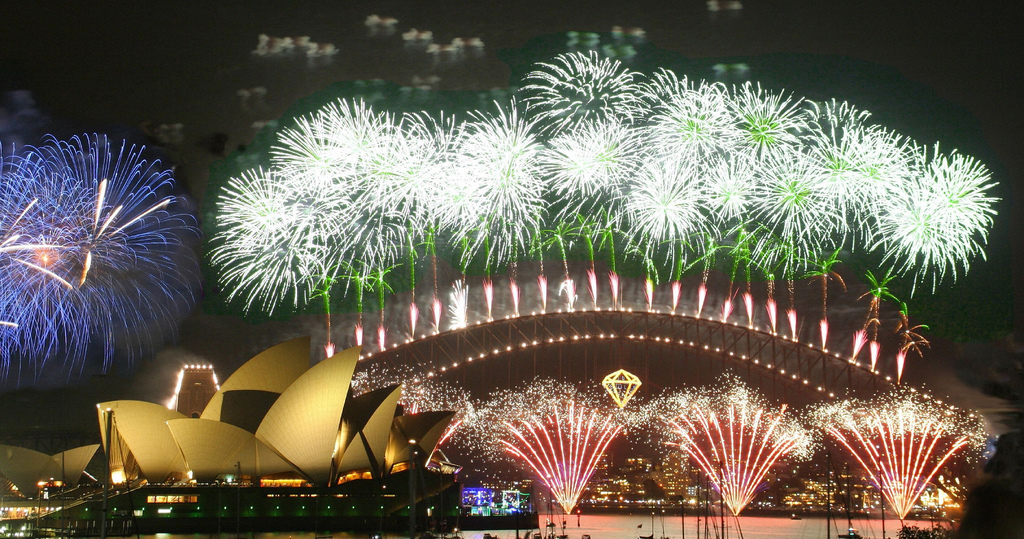
Святкування Нового року, 2006

З Порт-Джексоном також пов'язано проведення великої кількості розважальних заходів, зокрема, він найбільш відомий як незмінне місце влаштування святкування Нового Року з грандіозним феєрверком та як вихідна точка яхтової регати Сідней — Гобарт (Тасманія).
Водне сполучення в Порт Джексон перебуває під управлінням агенції «Дорожні та морські послуги» (англ. Roads & Maritime Services), яка належить урядові Нового Південного Уельсу. Національний парк Сіднейської гавані охороняє деякі острови, прибережні смуги, місця для купання або пікніку та пішохідні доріжки.

## Галерея

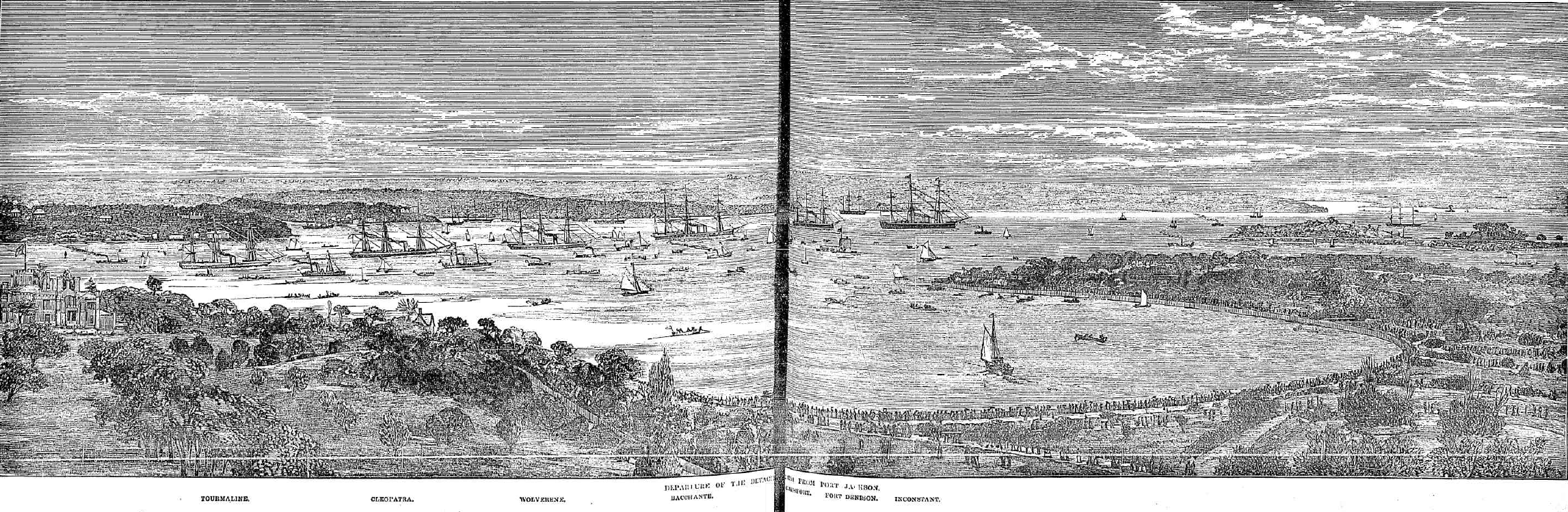
Вихід окремої ескадри (Tourmaline, Cleopatra, Wolverene, Bacchante, Carysfort, Fort Denison, Inconstant) з Порт-Джексон, 10 серпня 1881 року. На «Wolverene» в цей час перебували комодор Дж. Вілсон та М. М. Миклуха-Маклай.